# أبناء الهاربي
أبناء الهاربي (بالإنجليزية: Sons of the Harpy) هي الحلقة الرابعة من الموسم الخامس من المسلسل الفانتازي صراع العروش، والمُقتبس من سلسلة روايات أغنية الجليد والنار للمؤلف جورج ر. ر. مارتن، وهي الحلقة رقم 44 من المسلسل ككل. عُرضت الحلقة لأول مرة في 3 مايو 2015، على شبكة إتش بي أو المُنتجة للمسلسل، وكانت من كتابة ديف هيل (كاتب)، ومن إخراج مارك ميلود. قبل بثها، تم تسريب هذه الحلقة عبر الإنترنت مع الحلقات الثلاث الأولى من الموسم.
ترشحت الحلقة في جوائز الإيمي برايم تايم لأفضل تصوير سينمائي للمسلسلات في حفل توزيع جوائز إيمي للفنون الإبداعية السابع والستين. حظيت الحلقة بمراجعات إيجابية بشكل عام، حيث أشادت المراجعات بالعمل وتطور الشخصيات، ولكنها تلقت انتقادات شديدة بسبب قرار قتل السير باريستان سيلمي في المسلسل، رغم كونه شخصية رئيسية داعمة ولا يزال على قيد الحياة في الروايات.

## ملخص الحلقة

### في الجدار
يرسل جون رسائل إلى العديد من النبلاء يطلب فيها رجالاً للانضمام إلى الحرس الليلي، بما في ذلك رووس بولتون، بالرغم من استياء جون. تحاول ميليساندري إغراء جون للانضمام إلى ستانيس في الاستيلاء على وينترفيل من عائلة بولتون، ولكنه يرفض. وعند مغادرتها، تكرر ميليساندري قول إيغريت وكلماتها الأخيرة لجون، "أنت لا تعرف شيئًا، جون سنو".
سألت شيرين ستانيس إذا كان يشعر بالخجل من تشوهها بسبب مرض الرمادي، فأجابها وأكد وضعها باعتبارها ابنته، حيث تذكر ستانيس كيف أصيبت ابنته بالمرض وجهوده لعلاجها بدلاً من نفيها.

### في وينترفيل
يخبر بيتر سانسا أنه سيغادر وينترفيل للعودة إلى كينجز لاندينج بناءً على طلب سيرسي. ويضيف أن ستانيس سيأخذ وينترفيل قريبًا من بولتون ويجعل سانسا حارسة الشمال.

### في كينجز لاندينج
يخبر ميس سيرسي أن البنك الحديدي قد قام بتسديد 10% من ديونه وأنهم لا يستطيعون دفع سوى نصف هذا المبلغ. ترسل سيرسي ميس إلى برافوس مع ميرين للتفاوض على صفقة. يغادر ميس وميرين على الفور، مما دفع بايسيل إلى القول إن المجلس الصغير أصبح أصغر وأصغر.
تمنح سيرسي العصفور الأعلى الإذن بإحياء المقاتل الإيماني، جيش إيمان السبعة. اعتقلت جماعة "المتشددين الإيمانيين" لوراس بسبب مثليته الجنسية. تطلب مارجري من تومين أن يأمر بإطلاق سراحه، ولكن الأتباع المتشددين يمنعون تومين من إزعاج العصفور العالي عن الصلاة، مما يدفع مارغري إلى إخبار جدتها أولينا بالوضع.

### في دورن
يصل جايمي وبرون إلى دورن. جيمي يخبر برون أنه سيقتل تيريون إذا رآه مرة أخرى وذلك بسبب قتل تيريون لوالدهم تايون. بنات أوبرين غير الشرعيات أوبارا، ونيميريا، وتايني، المعروفات باسم ثعابين الرمال، علمن أن جايمي قد قدم إلى دورن خفية. ثم يتفقن على الانضمام إلى إيلاريا في بدء حرب ضد عائلة لانستر وذلك من خلال قتل ميرسيلا لانستر.

### في بحر الصيف المشمس
يبحر جوراه مع أسيره تيريون، الذي يستنتج مع الوقت من هو جوراه وأنه سيتم نقله إلى دينيريس.

### في ميرين
تستقبل دينيريس هيزدار، الذي يكرر طلبه بإعادة فتح حفر القتال، مشيرًا إلى أنه يمكن أن يوحد ما بين السادة وما بين المستعبدين المحررين. في هذه الأثناء، يتعرض الدودة الرمادية والعديد من جنود الأنساليد للهجوم من أبناء الهاربي. يصل باريستان لمساعدة الدودة الرمادية وينجحان في قتل مهاجميهما، قبل أن ينهار كلاهما متأثرين بجراحهما.

## الإنتاج

### الكتابة
سيناريو الحلقة كان من كتابة ديف هيل (كاتب)، وأُختير مارك ميلود لإخراجها. كان أنيت هيلميك مديرًا لتصوير الحلقة، وتيم بورتر محررًا لها، أما موسيقى الحلقة التصويرية فكانت من تلحين رامين جوادي.
كانت هذه الحلقة هي الأولى من كتابة ديف هيل، الذي عمل سابقًا كمساعد لمنتجي العرض ديفيد بينيوف ودي بي وايس، وتحتوي على محتوى من روايتين لجورج ر. ر. مارتن، وليمة للغربان، وكابتن الحرس، وسيرسي الرابعة وسيرسي السادسة، ورقصة مع التنانين، والفصول تيريون السابع مع عناصر من جون الأول، وجون الثاني، ودينيريس الثانية، والخاتمة.
كما هو الحال مع الحلقات السابقة من الموسم الخامس، اختلفت حلقة "أبناء الهاربي" في عدة أماكن عن أحداث روايات جورج مارتن. وواصل هيلاري بوسيس ودارين فرانشيتش من انتيرتينمت ويكلي (بالإنجليزية: Entertainment Weekly) عن الاعراب عن اعجابهما في قرار دمج رواية سانسا وآريا. كتب المشهد بين ستانيس وشيرين خصيصًا لهذه الحلقة. واتفق كل من سارة مورن من سكرين رانت (بالإنجليزية: Screen Rant) ومات فاولر من آي جي إن (بالإنجليزية: IGN) على أن التفاعل العميق والواضح مع شيرين أضاف لشخصية ستانيس بعضًا من العمق العاطفي، وأضاف مورن أن التغيير "يمنح المشاهد بعدًا أعمق للشخصيات الموجودة بالمسلسل".
كما أبدا مورن أيضًا اعجابه بالقصة المبسطة وطاقم الممثلين، مشيرًا إلى أن المسلسل "قلل عدد بنات أوبرين مارتيل غير الشرعيات من ثمانية بنات إلى ثلاثة فقط" ووسع من حبكة أريان مارتيل إلى إلاريا ساند التي تم تأسيسها بالفعل. كما أعرب ديفيد كرو من دين أوف جيك (بالإنجليزية: Den of Geek) عن تحفظاته بشأن المشهد الذي أصيب فيه الدودة الرمادية وباريستون سيلمي وتركوا ليموتوا، مشيرًا إليه على أنه مشهد "مصطنع"، لكنه قال أيضًا، "إن إعادة برون إلى الحظيرة كانت واحدة من التغييرات الأكثر ذكاءً في صراع العروش عن الكتب حيث يقدم توازنًا رائعًا لأي من الأخوين لانيستر." ومع ذلك، وجد مات فاولر من آي جي إن (بالإنجليزية: IGN) أن تسريع وتيرة قصة الحزب الديني أمر مزعج، كما لو كانت "قصة مجمعة في وقت ضيق."

### طاقم التمثيل
تتضمن الحلقة ظهور جديد لبعض من فريق التمثيل مثل كيشا كاسل هيوز وجيسيكا هنويك وروزابيل لورنتي سيلرز، واللاتي مثلن في دور أفاعي الرمل: أوبارا و نيميريا وتين ساند.

## نسب المشاهدة
تم مشاهدة مسلسل "أبناء الهاربي" من قبل ما يقدر بنحو 6.82 مليون مشاهد أمريكي خلال بثه الأول، وحصل على تقييم 3.6 بين البالغين الذين تتراوح أعمارهم بين 18 و49 عامًا. في المملكة المتحدة، تمت مشاهدة الحلقة من قبل 2.151 مليون مشاهد، مما يجعلها العرض الأعلى تقييمًا في ذلك الأسبوع. كما حصلت الحلقة أيضًا على 0.164 مليون مشاهد في وقت واحد.
| الموسم | الموسم | رقم الحلقة | رقم الحلقة | رقم الحلقة | رقم الحلقة | رقم الحلقة | رقم الحلقة | رقم الحلقة | رقم الحلقة | رقم الحلقة | رقم الحلقة | المتوسط |
| الموسم | الموسم | 1          | 2          | 3          | 4          | 5          | 6          | 7          | 8          | 9          | 10         | المتوسط |
| ------ | ------ | ---------- | ---------- | ---------- | ---------- | ---------- | ---------- | ---------- | ---------- | ---------- | ---------- | ------- |
|        | 1      | 2.22       | 2.20       | 2.44       | 2.45       | 2.58       | 2.44       | 2.40       | 2.72       | 2.66       | 3.04       | 2.52    |
|        | 2      | 3.86       | 3.76       | 3.77       | 3.65       | 3.90       | 3.88       | 3.69       | 3.86       | 3.38       | 4.20       | 3.80    |
|        | 3      | 4.37       | 4.27       | 4.72       | 4.87       | 5.35       | 5.50       | 4.84       | 5.13       | 5.22       | 5.39       | 4.97    |
|        | 4      | 6.64       | 6.31       | 6.59       | 6.95       | 7.16       | 6.40       | 7.20       | 7.17       | 6.95       | 7.09       | 6.84    |
|        | 5      | 8.00       | 6.81       | 6.71       | 6.82       | 6.56       | 6.24       | 5.40       | 7.01       | 7.14       | 8.11       | 6.88    |
|        | 6      | 7.94       | 7.29       | 7.28       | 7.82       | 7.89       | 6.71       | 7.80       | 7.60       | 7.66       | 8.89       | 7.69    |
|        | 7      | 10.11      | 9.27       | 9.25       | 10.17      | 10.72      | 10.24      | 12.07      | غ/م        | غ/م        | غ/م        | 10.26   |
|        | 8      | 11.76      | 10.29      | 12.02      | 11.80      | 12.48      | 13.61      | غ/م        | غ/م        | غ/م        | غ/م        | 11.99   |

### الاستقبال النقدي
أعطى موقع روتن توميتوز هذه الحلقة تقييم 100% بناءً على 30 مراجعة بمتوسط تقييم 8.1 من 10، حيث ذكر أن "حلقة "أبناء الهاربي" تستفيد من الحبكة المعقدة للحلقات الثلاث السابقة، وتوازن بين الحركة الدموية والتفاعل بين الشخصيات."
وصف ديفيد كرو من دين أوف جيك (بالإنجليزية: Den of Geek) هذه الحلقة بأنها الأضعف في الموسم حتى الآن ولكنها لا تزال جيدة إلى حد معقول. كتب إريك كاين من فوربس: "بشكل عام، كانت حلقة ممتازة مليئة بالاكتشافات والمفاجآت، وحركة رائعة ودراما رائعة. أنا متحمس لرؤية القصة الخلفية تبدأ بالظهور على نحو جاد، وهو أمر كنت أتساءل عنه لسنوات."

## وصلات خارجية
- أبناء الهاربي على موقع IMDb (الإنجليزية)
- أبناء الهاربي على موقع ميتاكريتيك (الإنجليزية)
- أبناء الهاربي على موقع روتن توميتوز (الإنجليزية)
- أبناء الهاربي على موقع أول موفي (الإنجليزية)